# Polyscias aequatoguineensis
Polyscias aequatoguineensis là một loài thực vật có hoa trong Họ Cuồng cuồng. Loài này được Lejoly & Lisowki miêu tả khoa học đầu tiên năm 1999.